# El Pozí
Manuel Reyes Millán (Barbate, 13 de marzo de 1941-Vejer de la Frontera, 21 de enero de 2012), conocido como Pozí o El Pozí, fue un humorista y personaje televisivo español que obtuvo cierta fama mediática a finales de los años 1990 a raíz de su participación en el programa Crónicas marcianas.

## Biografía

### Juventud
Nació en Barbate el 13 de marzo de 1941 con el nombre de Manuel Reyes Millán, Manolo o Manolito, como mucha gente le llamaba. Su infancia no fue fácil ya que desde niño se sintió «diferente» al resto y sus ademanes y formas afeminadas provocaron el rechazo de sus compañeros de colegio y otros conocidos, sufriendo humillaciones y bullying constantemente. 
Durante su infancia y juventud vivió toda su vida en la provincia de Cádiz. Durante esta etapa intervino en un programa de Telecinco presentado por Concha Velasco, contando que estaba saliendo con un chico manchego llamado Carlos.

### Salto a la fama
Manolo comenzó su carrera en la pequeña pantalla gracias al espacio de Telecinco Crónicas marcianas, presentado por Javier Sardà, y posteriormente participó en otros formatos como Ratones coloraos, de Jesús Quintero. Sus intervenciones en el programa de Sardà eran muy asiduas y se convirtió en uno de los personajes más conocidos del late show, siendo pionero del denominado fenómeno friki. En sus actuaciones realizaba monólogos de carácter surrealista, con frecuencia con ropa femenina, e imitaba a la radionovela Ama Rosa. También acuñó frases que se popularizaron más allá del programa como «ay, omá que rico», «Amparo» y «po' zí».
Pozí llamó la atención también por su aspecto físico, que con frecuencia era explotado con propósito humorístico en el programa. Tenía una joroba prominente, apenas tenía dos dientes, era muy pequeño de estatura y a su avanzada edad se pintaba las uñas y se maquillaba habitualmente.A esto se debió también el apodo que recibió de "Jorobado de Notre Barbate".
Como resultado de su fama en el programa se le ofreció un papel en la película FBI: Frikis Buscan Incordiar que dirigió Javier Cárdenas y en la que aparecieron todos los famosillos de la época donde eran víctimas de unas bromas pesadas. La película se estrenó en cines en junio de 2004.

### Final de su vida
Crónicas marcianas decidió cancelar sus emisiones en el año 2005, y por lo tanto, el Pozí dejó de salir en las pantallas y se fue a Chiclana, donde había crecido. Allí estaría viviendo con un hermano suyo durante tres años. Pero tras sufrir malos tratos por parte de su hermano, decidió volver a Barbate, donde había residido en su adultez. Tras ello, acusó a su representante de haberle estafado todo el dinero que había ganado en la televisión, lo que llevó a vivir en una casa sin luz ni agua, en indigencia y conviviendo con uno de sus sobrinos que tenía un problema de drogadicción.
En febrero de 2010, en una conexión que hizo el programa Sálvame con la casa de Pozí, se demostró que el anciano vivía en un estado absolutamente deplorable, entre basura, jeringuillas y humedad. Estaba encamado y enfermo. Denunciaba el robo de todo su dinero por parte de «el Lince», el que había sido su representante durante su época de gloria.
Javier Cárdenas, al enterarse de la situación de su apadrinado, se hizo cargo de los gastos de una residencia para ancianos en el pueblo de Vejer de la Frontera y lo llevó allí. Falleció el 21 de enero de 2012 a los 70 años.

## Filmografía

### Televisión
- Crónicas marcianas (1999-2005).
- Tiempo al tiempo (2001).
- Latrelevisión (2005).
- Ratones coloraos (2002-2005).

### Cine
- FBI: Frikis Buscan Incordiar (2004).
- Torrente 3: El protector (2005).